# Страхи мудреца
«Страхи Мудреца» (англ. The Wise Man's Fear) — роман в жанре фэнтези американского писателя Патрика Ротфусса, вторая книга в трилогии, повествующей о жизни Квоута, Убийцы Короля. В оригинале роман был опубликован в США в 2011 году. В России перевод вышел в издательстве Эксмо под названием «Страхи Мудреца» в двух частях в конце 2012 года.

## Аннотация
На страницах книги «Страхи мудреца», День Второй Хроники Убийцы Короля, Квоут ищет ответы на свои вопросы, пытаясь узнать правду о таинственных Амир, Чандрианах и смерти своих родителей. По пути он проходит испытания у легендарного воина из Адем, становится вынужден восстанавливать доброе имя своей семьи и совершает путешествие во владения Фаэ. Там он встречает Фелуриан, фею, перед которой не может устоять ни один мужчина, и встречу с которой ни один мужчина не пережил.
На страницах книги «Страхи мудреца» Квоут делает первые шаги по пути героя и узнает, какой трудной может быть жизнь, когда человек становится живой легендой.

## Рецензии
Tor.com:
В книге описываются увлекательные события, включая те, которые я совсем не ожидал увидеть. Есть среди них прекрасные и умные. Мы узнаем больше о некоторых вещах, кратко упомянутых в первой части, таких, как Фаэ, мечи и многое другое. Весь роман легко читать, легко воспринимать и легко оказаться затянутым в повествование. Есть книги, которые оставляют читателя выжатым, как лимон, а есть книги, после которых чувствуешь себя, как будто отдохнул в отпуске. Эта книга определённо принадлежит ко второму роду.
 Brandon Sanderson:
В итоге, я думаю, что если выделять причину, по которой эти книги понравились мне куда больше остальных, то она такова: они красивые. «Страх мудреца» — КРАСИВАЯ книга для прочтения. Мастерски написанная проза, ощущение единства повествования, прекрасное чувство ритма рассказа… Всё это является причиной восхитительности романа не более, чем каждый мазок кисти является причиной, по которой Моне — удивительный художник. Но если отступить на шаг назад и посмотреть на работу, как на единое целое, — не слишком задумываясь о частях — то остается чувство восхищения и трепета.